# 若潮丸 (4代)
若潮丸（わかしおまる）は、文部科学省が所有し、富山高等専門学校が使用する練習船である。1995年に建造された4代目が運用されている。

## 概要
若潮丸 (3代)の代船として、美保造船で建造され1995年9月に竣工した。
学生の航海実習に使用されている。

## 略歴
- 1995年(平成7年)9月14日 4代目竣工 総トン数219トン[1]

## 特徴
船員養成の為の練習航海に使用されている。

富山湾の海洋調査を毎年実施している。

## エピソード
波の荒い富山湾での実習に使用されるので、生徒からは船酔いを恐れられているが、七つの海をまたにかける船乗りに鍛え上げられると教官は説明している。船酔いはすぐに慣れる
。